# Ivica Obrvan
Ivica Obrvan (* 2. Juni 1966 in Metković, SR Kroatien, SFR Jugoslawien) ist ein kroatischer Handballtrainer. Als aktiver Handballspieler wurde er zumeist auf Rechtsaußen eingesetzt.

## Spielerlaufbahn

### Verein
Ivica Obrvan lernte das Handballspielen in seiner Heimatstadt beim RK Metković, dem er bis 1988 treu blieb. Mit dem RK Zagreb gewann er 1989 und 1991 die jugoslawische Meisterschaft sowie 1991 den jugoslawischen Pokal. Anschließend nahm der Verein an der kroatischen Premijer Liga teil, die die Mannschaft genau wie den kroatischen Pokal mit Obrvan viermal in Folge gewann. Höhepunkte seiner Laufbahn waren die beiden Siege 1992 und 1993 im Europapokal der Landesmeister, 1995 verpasste man den dritten Triumph in den Endspielen gegen Bidasoa Irun. Im Jahr 1996 kehrte er nach Metković zurück. Mit seinem Heimatverein war er als Spielertrainer im Jahr 2000 im EHF-Pokal erfolgreich. In der heimischen Liga wurde man im selben Jahr sportlich Meister, jedoch wurde der Titel nachträglich aberkannt und Zagreb zugesprochen, da ein Spieler gleichzeitig in Slowenien unter anderem Namen aufgelaufen war. Ein Jahr später gewann er zum Abschluss seiner Spielerlaufbahn den kroatischen Pokal.

### Nationalmannschaft
Mit der kroatischen Nationalmannschaft gewann Obrvan das Handballturnier bei den Mittelmeerspielen 1993. Bei der Europameisterschaft 1994 gewann er mit der Auswahl die Bronzemedaille.

## Trainerlaufbahn
Nachdem Obrvan ab 1999 als Spielertrainer bei Metković gearbeitet hatte, beendete er im Jahr 2001 seine Spielerlaufbahn und konzentrierte sich auf den Trainerposten. 2002 gelang ihm der erneute Pokalsieg. In Kroatien war er zudem ab 2005 für den RK Medveščak Zagreb aktiv. Von 2007 bis 2010 betreute er den slowenischen Verein RK Gorenje Velenje, den er 2009 zur Meisterschaft führte. Mit dem RK Zagreb wurde er 2011 kroatischer Meister und Pokalsieger. Im Jahr 2013 übernahm er die nordmazedonische Männer-Handballnationalmannschaft, mit der er bei der Europameisterschaft 2014 den 10. Platz, bei der Weltmeisterschaft 2015 den 9. Platz und bei der Europameisterschaft 2016 den 11. Platz erreichte. Ab 2014 trainierte er parallel den französischen Erstligisten Chambéry Savoie Mont Blanc Handball. Mit der bosnisch-herzegowinischen Nationalmannschaft belegte er den 23. Platz bei der Europameisterschaft 2022. Wieder zurück beim RK Zagreb gewann er 2022 erneut das Double, ehe er im November 2022 entlassen wurde. Seit 2023 ist er Trainer des ŽRK Podravka Koprivnica. Unter seiner Leitung gewann Podravka Koprivnica 2024 und 2025 die kroatische Meisterschaft sowie 2024 und 2025 den kroatischen Pokal. Im Oktober 2023 wurde er zusätzlich Nationaltrainer der kroatischen Frauennationalmannschaft.
In den Jahren 2000, 2011 und 2022 wurde Obrvan zu Kroatiens Trainer des Jahres gewählt.